# Fondazione Federico II
La Fondazione Federico II è una fondazione di Palermo nata "al fine della più ampia conoscenza e della diffusione dell'attività degli organi istituzionali della Regione Siciliana e in particolare dell'Assemblea regionale siciliana, e dei valori e del patrimonio culturale della Sicilia".

## Storia e finalità

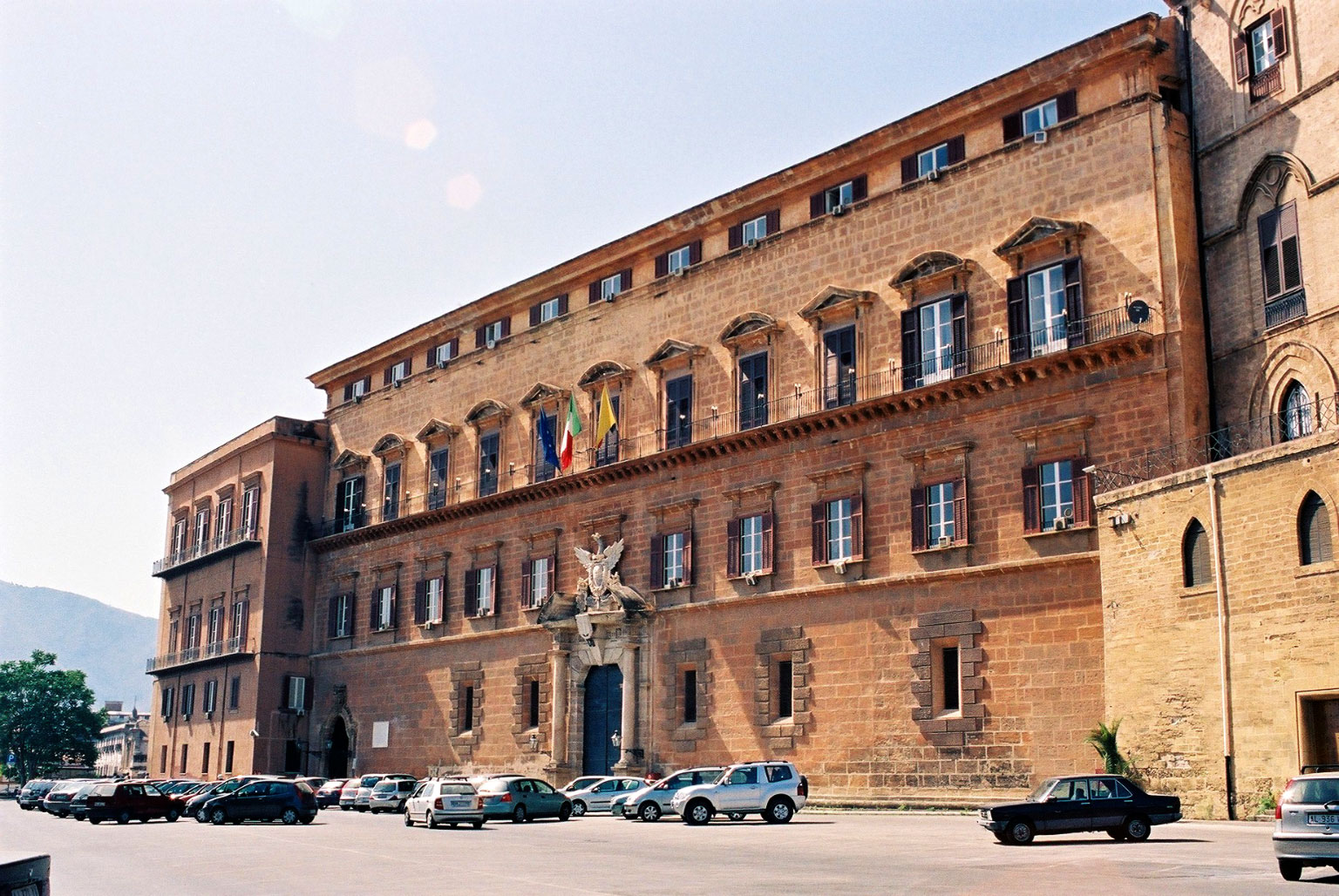
Palazzo dei Normanni o Palazzo Reale

Istituita con legge della Regione Siciliana n. 44 del dicembre 1996, la fondazione è un soggetto giuridico di diritto privato, la cui personalità giuridica è stata riconosciuta nell'agosto 1997 con un decreto del Presidente della Regione Siciliana.
Fu fortemente voluta dall'allora presidente dell'Assemblea regionale siciliana Nicolò Cristaldi, che ne è stato anche presidente fino al 2001.
La Fondazione Federico II ha il compito di valorizzare la tradizione politica e culturale della Sicilia promuovendo iniziative finalizzate alla più ampia conoscenza del retaggio storico del Parlamento regionale e delle istituzioni giuridiche siciliane, dando una puntuale informazione sull'attività degli organi istituzionali della Regione, attraverso “la pubblicazione e diffusione di volumi, di riviste e notizie sull'autonomia e le sue istituzioni". Tra le sue finalità anche “la promozione di iniziative volte alla valorizzazione del patrimonio culturale della Sicilia e delle opere di artisti siciliani”.
Nel 2004 l'allora presidente dell'ARS Guido Lo Porto ha affidato alla fondazione i servizi aggiuntivi (servizi commerciali, turistici e culturali) di Palazzo dei Normanni, e l'organizzazione di mostre ed eventi nelle sale Duca di Montalto del palazzo.
Dal 2015 il Complesso monumentale Palazzo Reale e Cappella Palatina, fa parte del Patrimonio dell'umanità UNESCO, nell'ambito del sito seriale "Palermo arabo-normanna e le cattedrali di Cefalù e Monreale".

### Pubblicazioni e premi
Ha pubblicato dal 1997 al 2006 un mensile "L'Euromediterraneo", diretto negli anni da Igor Man, Salvatore Parlagreco, Franco Cardini, Andrea Ballerini, Vito Orlando. Pubblica una rivista, Cronache parlamentari siciliane, cartacea dal 1962 fino al 2013, quindi solo online.
Nel 1997 ha prodotto un lungometraggio Stupor mundi, sulla figura di Federico II, diretto da Pasquale Squitieri e interpretato da Claudia Cardinale. Ha organizzato fino al 2011 un premio con cadenza biennale, "Il Federichino d'oro", che assegna a personalità siciliane che si sono particolarmente distinte in ambito culturale.

## Organi amministrativi

### Presidenza
La Fondazione è guidata da un CdA presieduto dal Presidente dell'Assemblea regionale siciliana. Il Consiglio di amministrazione è composto dai membri dell'ufficio di Presidenza dell'Assemblea regionale e dai rettori delle tre università siciliane. Primo presidente è stato nel 1997 Nicolò Cristaldi, l'attuale è Gaetano Galvagno.
Presidenti
- Nicolò Cristaldi (agosto 1997 - giugno 2001)
- Guido Lo Porto (giugno 2001 - giugno 2006)
- Gianfranco Micciché (giugno 2006 - maggio 2008
- Francesco Cascio (2008  - dicembre 2012)
- Giovanni Ardizzone (dicembre 2012 - dicembre 2017)
- Gianfranco Micciché (dicembre 2017 - novembre 2022)
- Gaetano Galvagno (dal novembre 2022)

### Direzione generale
La direzione generale è l'organo che gestisce la fondazione, con il direttore nominato dal CdA. Hanno diretto la fondazione Salvatore Parlagreco, Carlo Dominici, Pasquale Hamel e l'ex deputato di FI Alberto Acierno. Quest'ultimo, nominato ad agosto 2006 da Miccichè, si è dimesso il 30 novembre 2007, a seguito di polemiche sulla mancata approvazione del bilancio consuntivo 2006 e di quello preventivo 2007. Al posto di Acierno è stato nominato il ventottenne Antonino Minardo, che però non si è mai insediato, perché eletto al Parlamento italiano, il 14 aprile 2008, per Il Popolo della Libertà.
Nel dicembre 2008 è stato nominato nuovo direttore, l'economista Lelio Cusimano, cui è succeduto nel giugno 2013 l'ex parlamentare di PRC Francesco Forgione. 
Nel gennaio 2018 viene nominata direttore l'ex segretario generale della Regione Siciliana Patrizia Monterosso. Confermata dal nuovo presidente Gaetano Galvagno nel 2022, resta in carica fino a marzo 2024.
Direttori
- Salvatore Parlagreco (1997-2001)
- Carlo Dominici (2001-2004)
- Pasquale Hamel (2004-2006)
- Alberto Acierno (2006-2007)
- Lelio Cusimano (2008-2013)
- Francesco Forgione (2013-2018)
- Patrizia Monterosso (2018-2024)

## Procedimenti giudiziari
Dopo le dimissioni del direttore Alberto Acierno, il nuovo presidente Francesco Cascio, nel giugno 2008, ha espresso la volontà di verificare la situazione dei debiti accumulatisi per eccessive assunzioni e spese durante la gestione Acierno.
Il 26 settembre 2009 Acierno è stato arrestato dalla Guardia di Finanza per peculato e appropriazione indebita, per fatti legati alla sua carica istituzionale nella Fondazione Federico II. È accusato di essersi appropriato indebitamente di circa centomila euro del patrimonio della fondazione, finanziata con fondi regionali. Sulla questione era già da tempo aperta una indagine della Magistratura e della Corte dei conti.
Nel 2015 interviene in Cassazione la sentenza definitiva di condanna di Acierno a sei anni e sei mesi di reclusione.